# Principi federatiu
El principi federatiu és un concepte desenvolupat per l'anarquista francès Pierre-Joseph Proudhon a l'obra homònima de 1863. Es tracta de la unió lliure i voluntària de comunes autònomes i sobiranes a partir de diferents nivells de federacions i confederacions comarcals, regionals o nacionals. El poder polític és atomitzat, disgregat i distribuït i flueix de baix a dalt, de la comuna a la confederació màxima, a fi d'evitar el centralisme, la burocràcia i tota jerarquia de poder. Semblantment, aquesta federació es realitza a tota la societat. No és solament l'organització política la que és federativa, sinó que cada aspecte de la societat es basa en aquest principi. És per això que hom també ha anomenat el federalisme que es desprèn de Proudhon, federalisme social.
Sense adoptar aquest nom Francesc Pi i Margall desenvolupà idees similars a la seva obra La reacción y la revolución de 1854, que també s'inseririen en un federalisme social.